# Râul Valea Mare, Homorod
Râul Valea Mare (cunoscut și sub denumirile Râul Kosder, Râul Kosbach, Râul Kozd, Râul Cosd sau Văleni, în latina medievală rivulus Kozd) este un afluent al râului Homorod în România. Izvorăște în dreptul localității Grânari, traversează localitățile Lovnic, Jibert, Dacia, Rupea și se varsă în emisar în dreptul localității Homorod.

## Hărți
- Harta Județului Brașov